# Phacellocera plumicornis
Phacellocera plumicornis là một loài bọ cánh cứng trong họ Cerambycidae.